# Hübner-Haus
Das Hübner-Haus ist ein Hamburger Kontorhaus an der Poststraße zwischen dem Neuen Wall und der Straße Bei der Stadtwassermühle im Stadtteil Neustadt im Bezirk Hamburg-Mitte. Es wird verwaltet von der Hübner Grundstücksverwaltung GmbH & Co KG.

## Bau des Gebäudes
Ursprünglich gehörte nur das Gebäude am Neuen Wall 22 zum Hübner-Haus. Das Gebäude hat fünf Stockwerke, eine klassizistische Fassade und befindet sich an der Ecke zur Poststraße. Im Jahr 1907 kaufte Georg Hübner senior das Grundstück Poststraße 2–4 und ließ es bebauen – erstmals aus Beton. Das neue Gebäude wurde mit dem Ursprungsgebäude am Neuen Wall verbunden und so wurde daraus das heutige Eckgebäude. Es gilt als das erste Betongebäude in Hamburg und ist äußerlich bis auf das Dachgeschoss und die Schaufensterzone fast unverändert. Architekt für die Erweiterung an der Poststraße bis zur Straße Bei der Stadtwassermühle war Henry Grell, Fertigstellung war im Jahr 1909. Die Fassade entspricht mit ihren dicht gereihten Stützen und den flachen Erkern dem fortschrittlichsten Stand der Kontorhausarchitektur zur Bauzeit. Mit der Innenraumgestaltung wurde höchstes Niveau angestrebt. Vor allem zeigt sich dies an der aufwändig im Stil der Wiener Secession ausgestatteten Eingangshalle.

## Unternehmensgründung

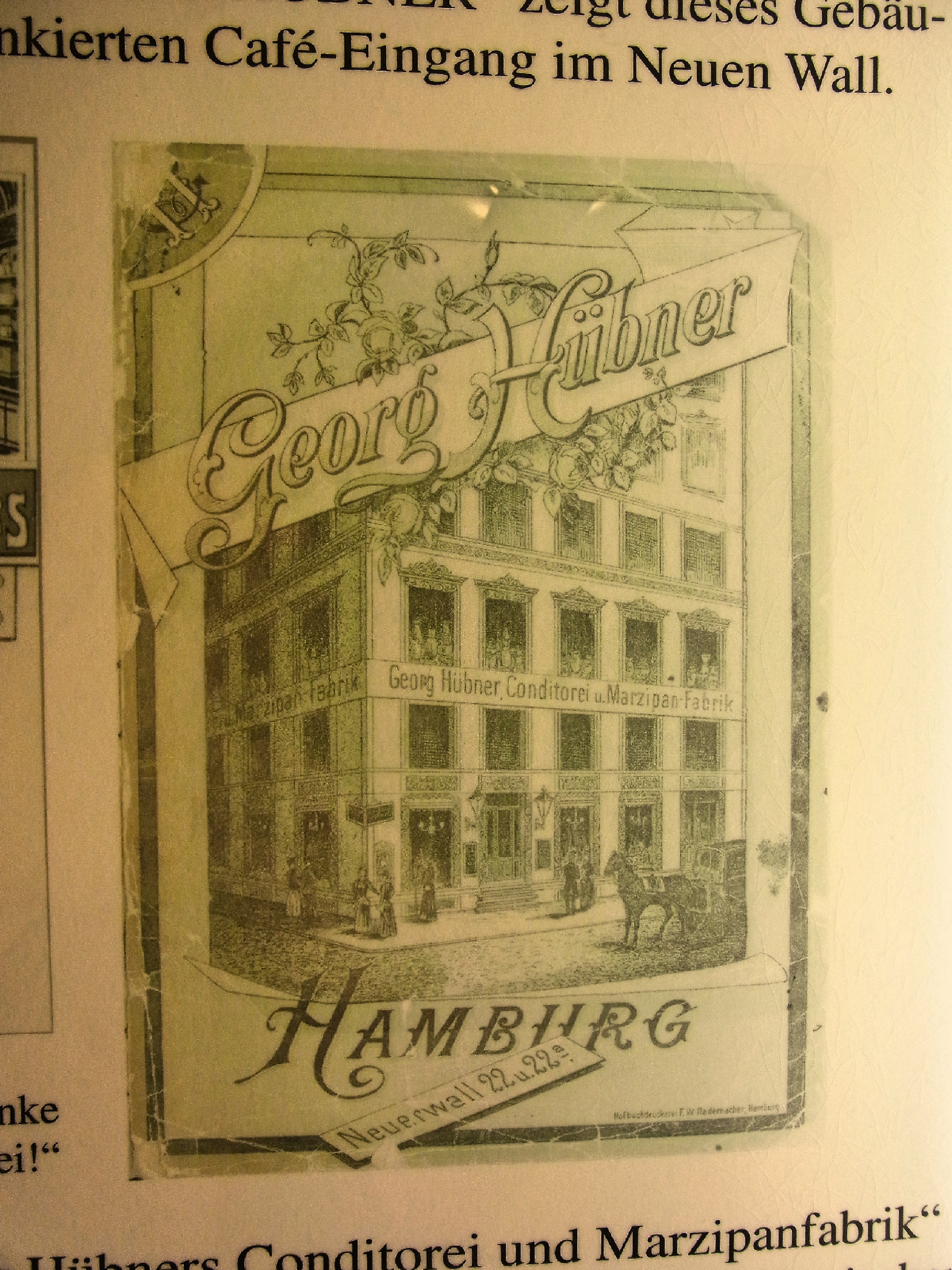
Unternehmen Georg Hübner Hamburg

Christian Georg Adolph Hübner war Sohn eines Reeders aus Warnemünde. Im Jahr 1883 schwor er den Hamburger Bürgereid und gründete zusammen mit seiner Ehefrau Mathilde ein Unternehmen, das er am 8. Juli 1884 unter dem Namen Georg Hübner ins Handelsregister eintrug. Zum Unternehmen gehörten eine Konditorei, eine Marzipanfabrik und ein Café. Ein sehr feines Café – Kuchen und Torten aus eigener Herstellung, dazu edelstes Marzipan aus seiner eigenen Dampf-Marzipan-Fabrik und auch die stilvolle Einrichtung des Cafés wurde höchsten Ansprüchen gerecht. In einer Vitrine im heutigen Treppenhaus befinden sich zur liebevollen Erinnerung an das Café Hübner historische Bilder – sie zeigen das Café, die Räumlichkeiten und die Einrichtung. Zeichnungen zeigen gut gekleidete Damen mit großen Hüten und Herren der feinen Gesellschaft, die dort regelmäßig zu Gast war. Das Café war so exclusiv, dass selbst Damen ohne männliche Begleitung sich dort zum Kaffee, Tee oder einer heißen Schokolade treffen durften, eine Besonderheit zu damaliger Zeit in Hamburg. Schon bald wurde das Gebäude am Neuen Wall für das Unternehmen und dem Café, um das sich hauptsächlich Mathilde Hübner kümmerte, zu klein. Die Familie beschloss sich zu vergrößern und so wurde das benachbarte Grundstück an der Poststraße gekauft. Georg Hübner senior erlebte die Fertigstellung des Gebäudes nicht mehr, sein Sohn Georg vollendete den Bau. Das Café und die Konditorei befanden sich nun in den beiden unteren Etagen des neuen Eckgebäudes, die beiden mittleren Etagen wurden vorwiegend an Anwälte und Makler vermietet und in den beiden oberen Etagen wurde gebacken und Marzipan hergestellt. Hübners Köstlichkeiten wurden oft ins Rathaus geliefert und das Marzipan sogar exportiert.

## Kriegsjahre
Der Erste Weltkrieg setzte auch dem Unternehmen Hübner schwer zu. Die Zeit der leckeren Schlemmereien war vorbei. Statt Torten und Eis mit Schlagsahne gab es nun Not und Elend. Nach dem Krieg kam die Inflation und selbst die vorher so gut betuchten Stammgäste verarmten und blieben weg. Auch die Einrichtung im Café änderte sich, statt japanischem Flair und Gemälden bekam das Café im oberen Stockwerk nun Holz und Stoffbezüge, gemütlich, aber nicht mehr luxuriös. Die Räumlichkeiten wurden anders aufgeteilt, es gab einen Rauchsalon für etwa 150 Gäste und einen separaten Damensalon. Während des Zweiten Weltkrieges besaß das Hübner-Haus die einzige funktionierende Wasserpumpe am Neuen Wall und viele Menschen kamen nur deshalb. Außerdem wurde nun auch gekocht und es gab Mittagessen – vor der Währungsreform gegen Lebensmittelmarken. Das Café Hübner wurde zu einem wichtigen Versorger für die vielen Berufstätigen. Nach dem Krieg und mit der Währungsreform vom 20. Juni 1948 kam die deutsche Mark und für das Unternehmen Hübner begannen endlich wieder bessere Zeiten. Schon einen Tag später gab es wieder Torten, Kuchen, Sorbets und viele andere Köstlichkeiten. Im Jahr 1961 wurde das Café aus persönlichen Gründen geschlossen.

## Modernes Kontor- und Geschäftshaus
Das Hübner-Haus ist heute ein modernes Geschäftshaus in Innenstadt-Lage an der Poststraße und dem Neuen Wall. Im Erdgeschoss bis zum Zwischengeschoss befinden sich Ladenflächen, in den Stockwerken darüber eine Mischung aus Büroflächen und diversen Arztpraxen. Im Dachgeschoss befindet sich die Hübner Grundstücksverwaltung GmbH & Co KG. Im Erdgeschoss im Eingangsbereich wird an den Firmengründer und Namensgeber des Gebäudes und an das damalige Café erinnert. Über dem Eingang befindet sich der Name Hübner-Haus, an den Türgriffen der Eingangstür befindet sich zweimal der Buchstabe H. Die Idee, mit einer kleinen Ausstellung in einer Vitrine an das Café Hübner zu erinnern, stammt von dem Urenkel des Firmengründers – Jörg Hübner. Er verstarb durch Unfalltod im Jahr 2003, die dort ausgestellten Gegenstände stammen aus seiner Sammlung. Dokumentiert ist dort die Familiengeschichte in Textform, historische Bilder vom Café und der Marzipanfabrik sowie Porzellan – weiß und mit Familiennamen. Er selbst erlebte die Fertigstellung der Vitrine nicht mehr, Angehörige und Freunde kümmerten sich darum. Links befinden sich zwei kleine Fahrstühle, der Treppenaufgang befindet sich rechts. Dazwischen befindet sich eine Loge, die den Eindruck erweckt, als käme der oder die Concierge gleich zurück. Manchmal brennt dort Licht, an der Wand befindet sich ein historisches Telefon, auf dem Schreibtisch eine aufgeschlagene Zeitung aus früherer Zeit und Schreibutensilien. Zur Weihnachtszeit wird die Loge mit einer Girlande und Deko-Geschenkpaketen auf dem Dach geschmückt. Im Eingangsbereich befinden sich Marmor-Wände mit grafischen Mustern, an den Türrahmen der Zwischentür farbige Mosaik-Fliesen – teilweise in Gold. Zu den Obergeschossen sind die Wände hell gefliest mit Grafik-Ornamenten, die Fahrstühle in den Etagen mit Mosaik-Fliesen umrandet.

## Bildergalerie

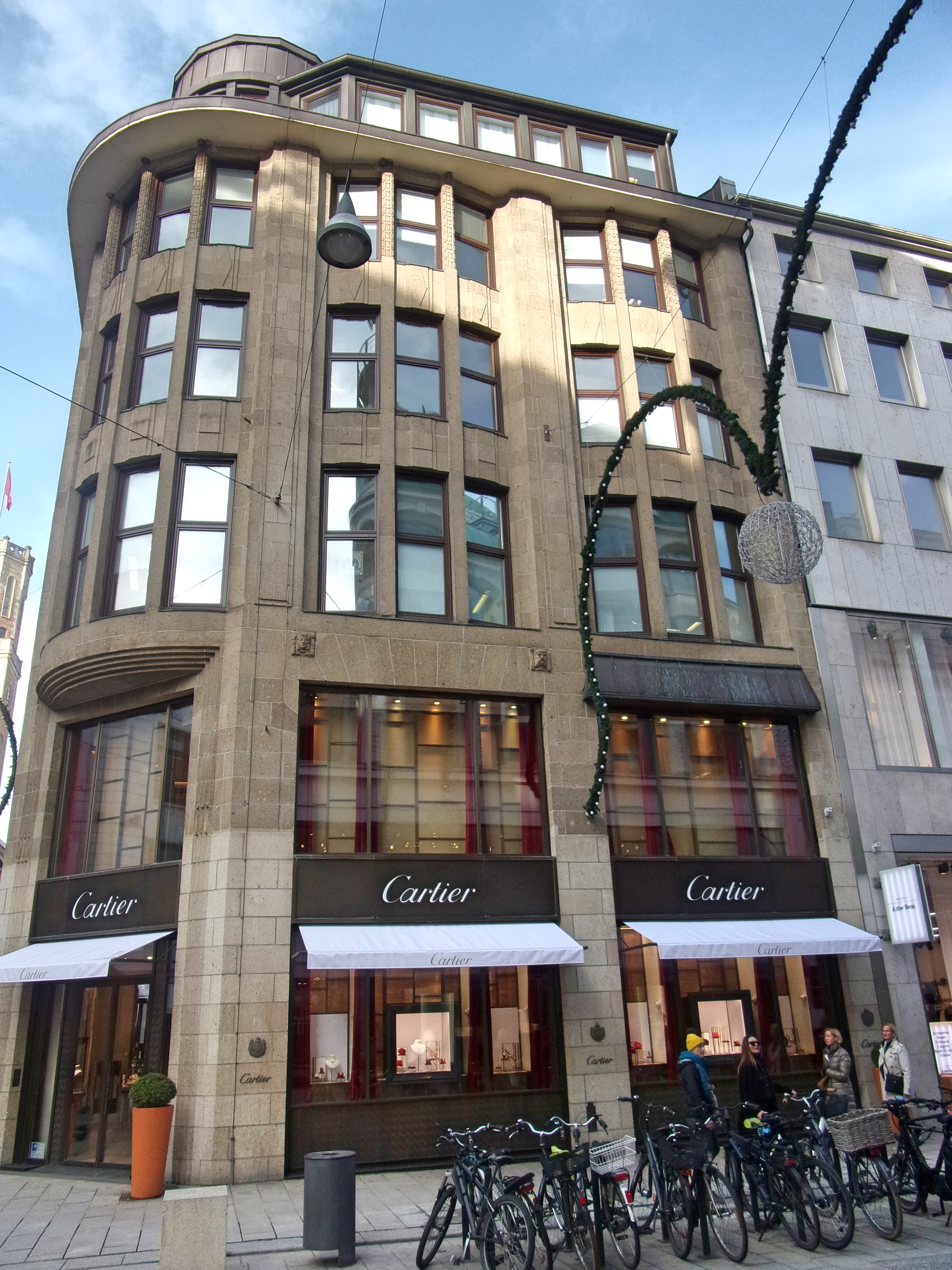
Erstes Gebäude am Neuen Wall
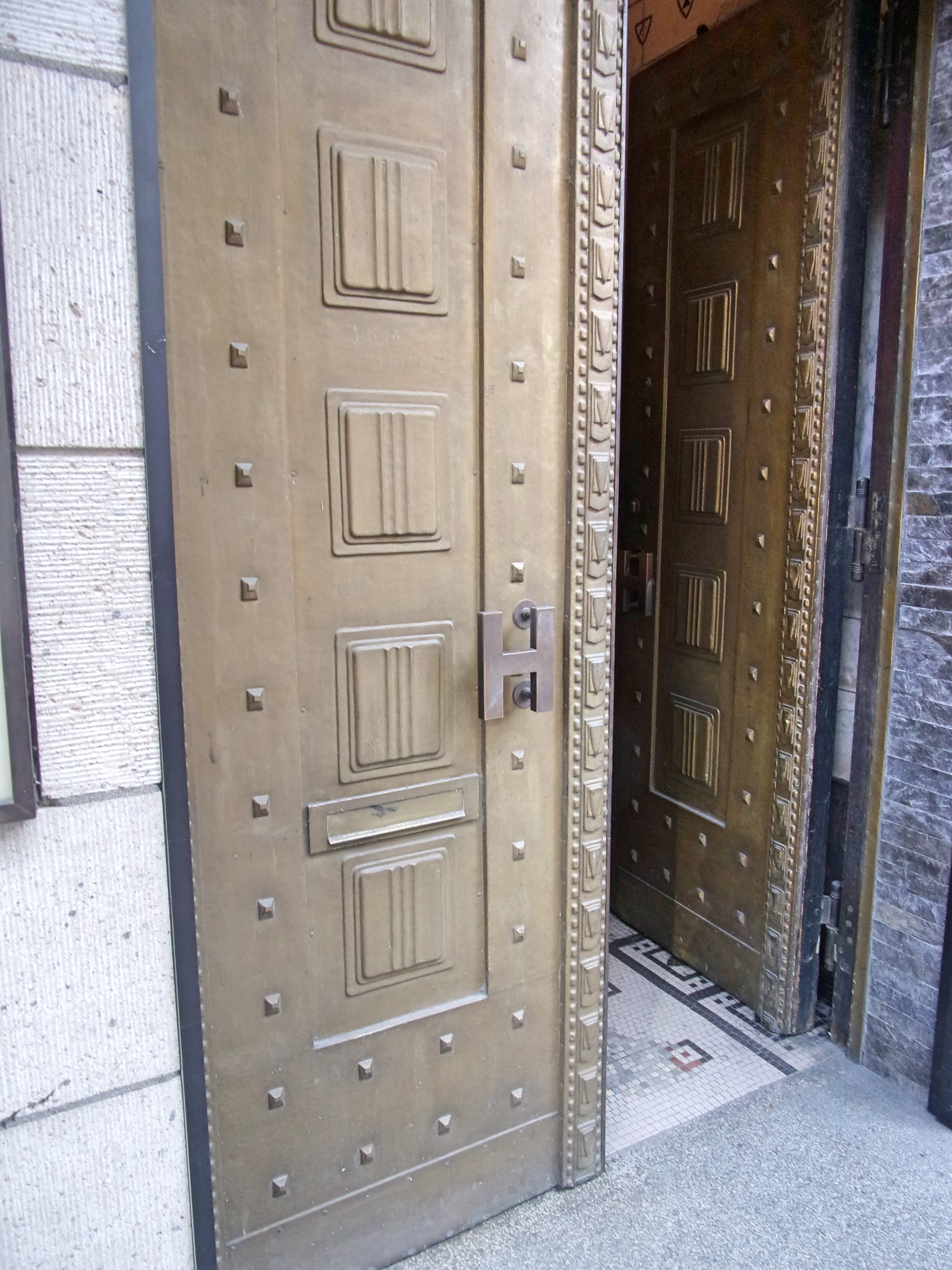
Eingangstür Poststraße 2–4 mit Initial
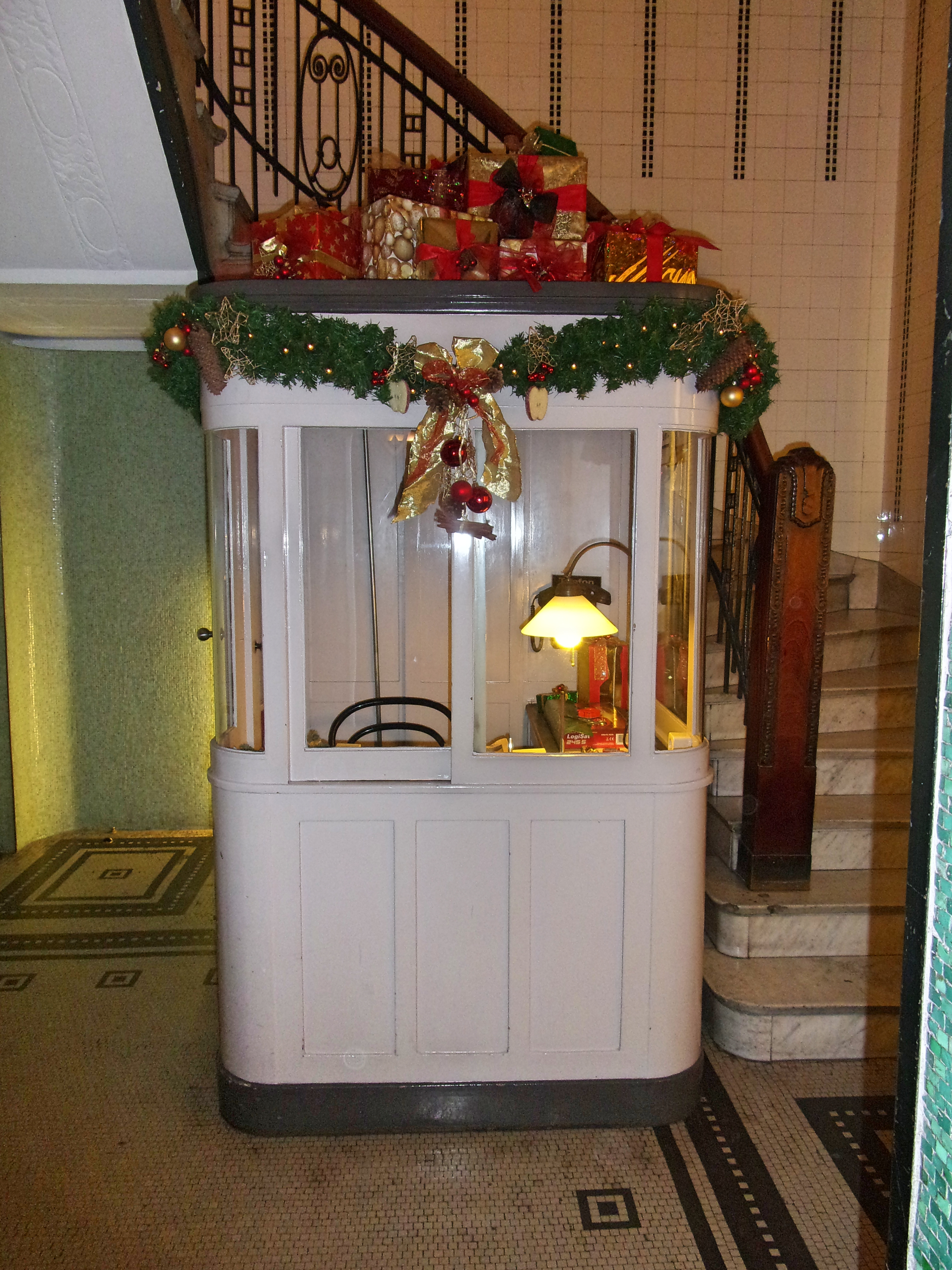
Weihnachtlich dekorierte Loge
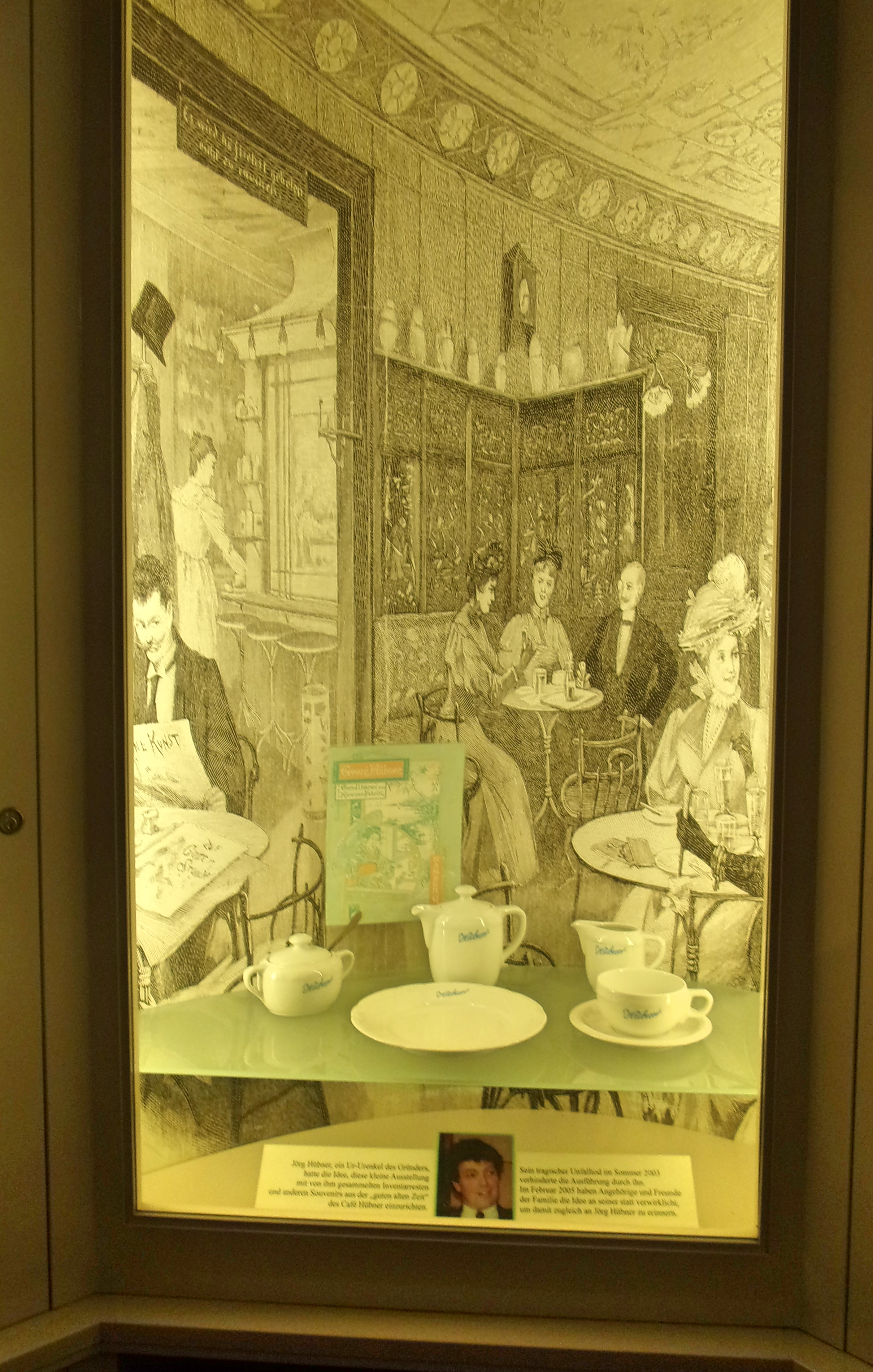
Szene im ehemaligen Café Hübner, Exponat in der Vitrine
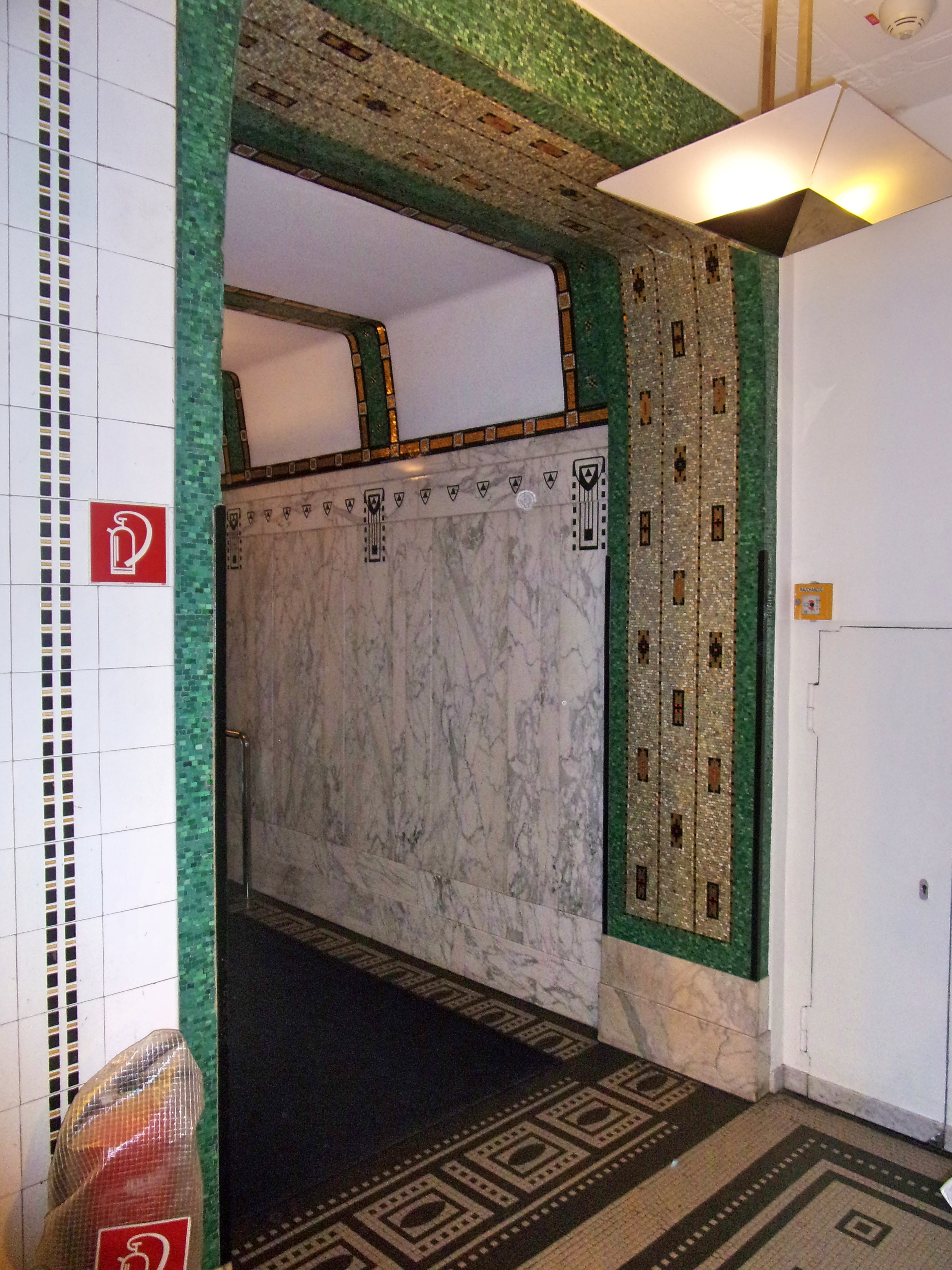
Erdgeschoss und Eingang
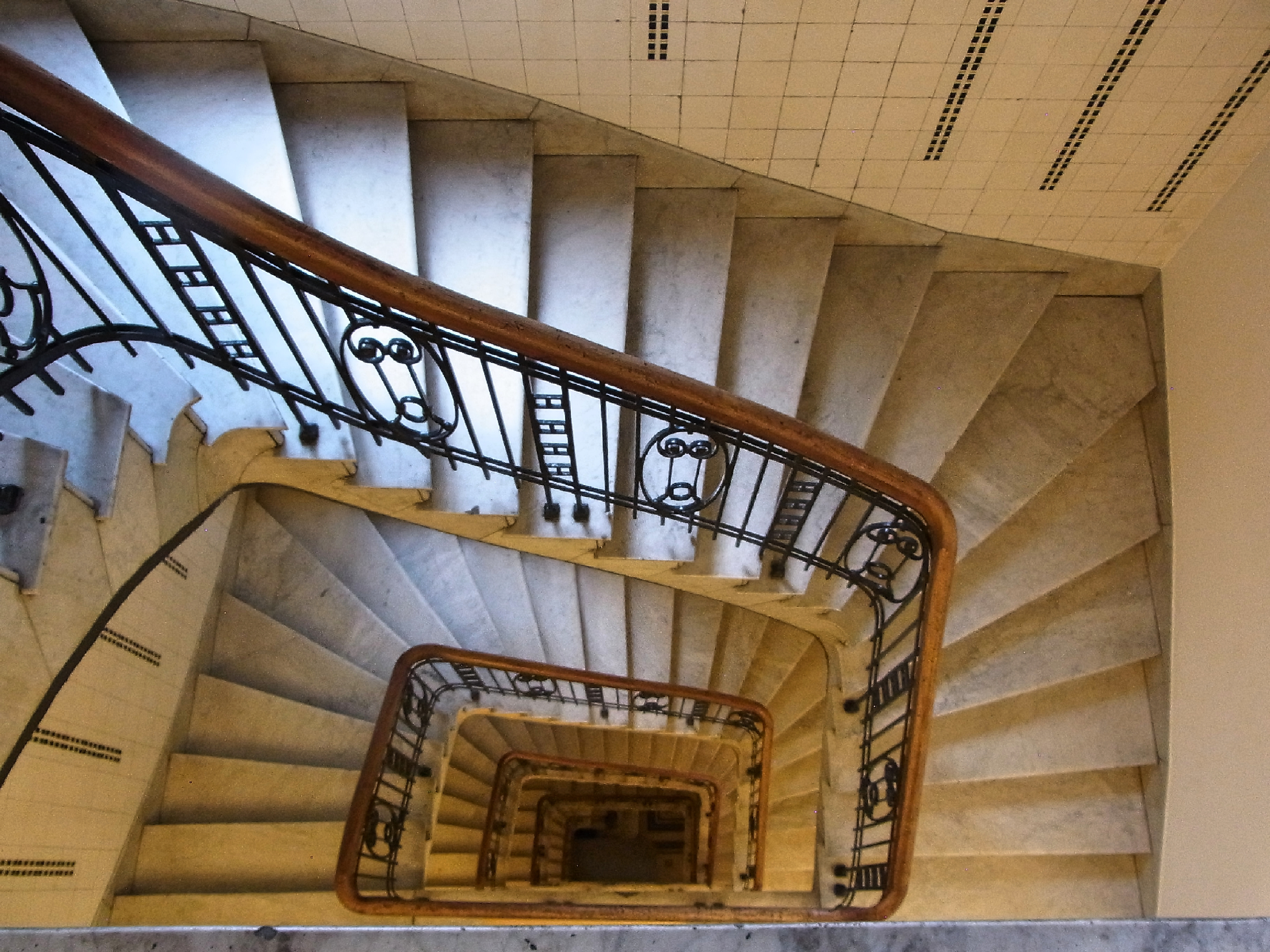
Treppenhaus
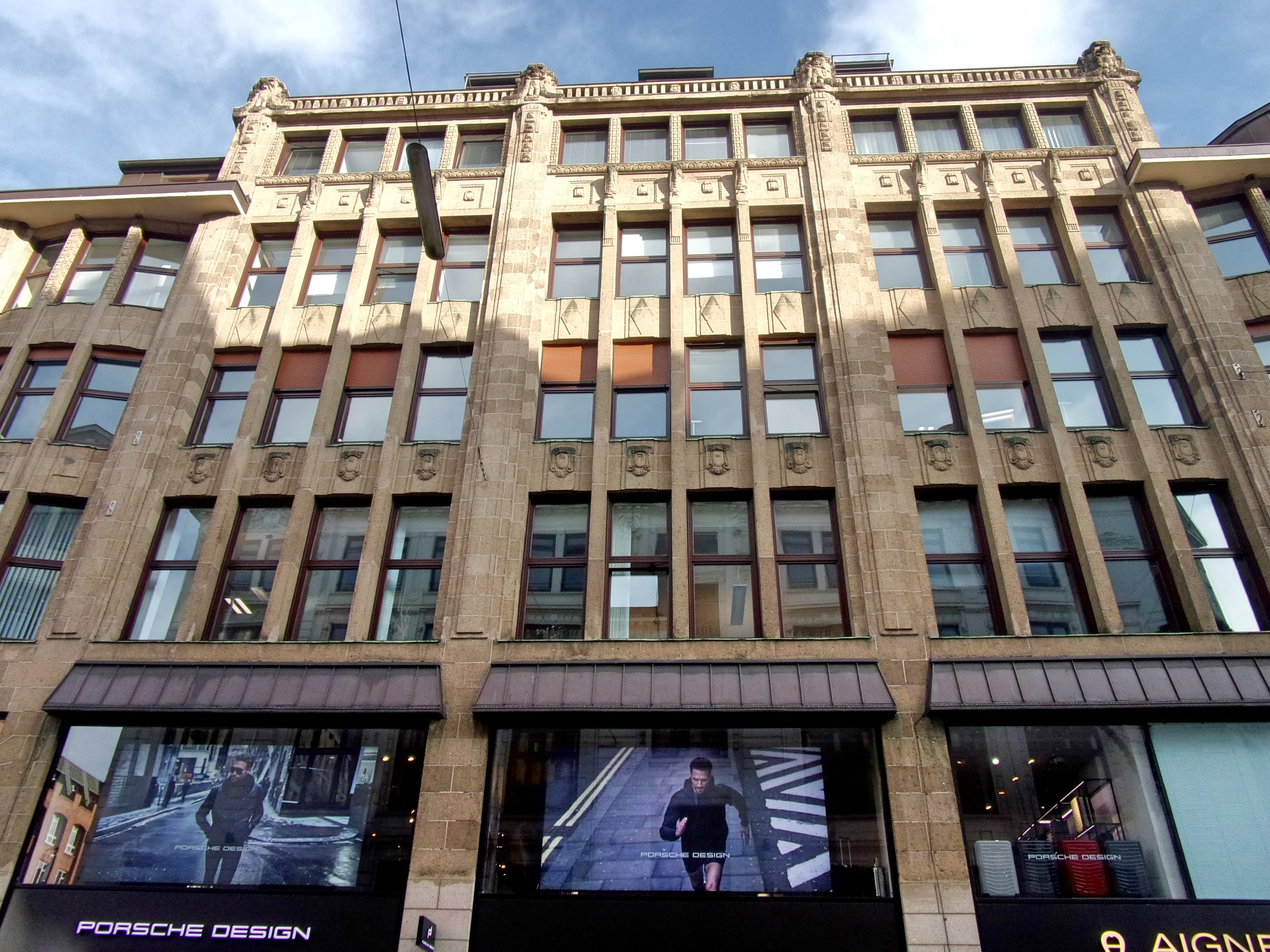
Erweiterung mit Ansicht an der Poststraße

## Sonstiges
Das Hübner-Haus ist unter der Nummer 29194 in der Liste der Kulturdenkmäler der Behörde für Kultur und Medien im Bezirk Hamburg-Mitte unter den Adressen Bei der Stadtwassermühle 1 und Poststraße 2–4 als Kontorhaus eingetragen, Stand 8. Juli 2019.